# Flyg med i det blå
Flyg med i det blå (danska: Mød mig på Cassiopeia) är en dansk komedifilm från 1951 i regi av Torben Anton Svendsen. I huvudrollerna ses Bodil Kjer, Lily Broberg och Hans Kurt. Bodil Kjer erhöll Bodilpriset för bästa kvinnliga huvudroll för sin roll som Polyhymnia. 

## Handling
Kompositören John Berger plågas av kärleksproblem och kämpar samtidigt med en deadline för musiken till en operett. Då får han överraskande nog besök av musikens musa; Polyhymnia som stigit ner från Olympen. Melodier börjar plötsligt flöda, men Polyhymnia orsakar också en massa förvecklingar genom sin förtrollande uppenbarelse. Hennes stränge far, Zeus, beslutar sig for att gripa in i den kärlekskarusell som uppstår. Under tiden som karaktärerna ur den grekiska mytologin allt mer rör till den jordiska tillvaron så närmar sig premiären på operetten med stormsteg, ska Berger hinna få den färdig i tid?

## Rollista i urval
- Bodil Kjer – Polyhymnia, musa
- Lily Broberg – Irene Berger, sångerska
- Hans Kurt – John Berger, kompositör
- Poul Reichhardt – Harry Smith, löjtnant
- Ellen Gottschalch – Rosa Elias, Harrys tant
- Johannes Meyer – Zeus, Polyhymnias far
- Ib Schønberg – Volmer, teaterdirektör
- Anna Henriques-Nielsen – Fru Larsen, Smiths hushållerska
- John Price – Ørnfeldt, professor
- Knud Heglund - Hovmästare Mortensen
- Edith Hermansen - Fru Larsen
- Per Buckhøj - man i kontrolltorn

## Musik i filmen
- "Flyv med ud i det himmelblå", musik: Kai Normann Andersen, sjungs av: Lily Broberg
- "Det' lunt i nat", musik: Kai Normann Andersen, text: Børge Müller, sjungs av: Hans Kurt, Lily Broberg, Poul Reichhardt och Bodil Kjer
- "Gå ud og gå en tur", musik: Kai Normann Andersen, text: Børge Müller, sjungs av: Ellen Gottschalch
- "Alene med en yndig pige", musik: Kai Normann Andersen, text: Børge Müller, sjungs av: Hans Kurt och Lily Broberg
- "Musens sang", musik: Kai Normann Andersen, text: Børge Müller, sjungs av: Bodil Kjer
- "Løft din hat og sving din stok", musik: Kai Normann Andersen, text: Børge Müller, sjungs av: Hans Kurt
- "Da Titina gik til bal", musik: Kai Normann Andersen, text: Børge Müller, sjungs av: Lily Broberg
- "Den allersidste dans", musik: Kai Normann Andersen, text: Børge Müller, sjungs av: Poul Reichhardt och Bodil Kjer

## DVD
Filmen finns utgiven på DVD.